# Hymn Gabonu
La Concorde (Zgoda) to hymn państwowy Gabonu. Został przyjęty w 1960 roku. Muzykę i słowa napisał Georges Aleka Damas.

## Oficjalne słowa francuskie
Uni dans la Concorde et la fraternité
Eveilletoi Gabon, une aurore se lève,
En courage l'ardeur qui vibre et nous soulève!
C'est enfin notre essor vers la félicité.
Eblouissant et fier, le jour sublime monte
Pourchassant à jamais l'injustice et la honte.
Qu'il monte, monte encore et calme nos alarmes,
Qu'il prône la vertu et repousse les armes.
Uni dans la Concorde et la fraternité
Eveilletoi Gabon, une aurore se lève,
En courage l'ardeur qui vibre et nous soulève!
C'est enfin notre essor vers la félicité.
Oui que le temps heureux rêvé par nos ancêtres
Arrive enfin chez nous, rejouisse les êtres,
Et chasse les sorciers, ces perfides trompeurs.
Qui semaient le poison et répandaient la peur.
Uni dans la Concorde et la fraternité
Eveilletoi Gabon, une aurore se lève,
En courage l'ardeur qui vibre et nous soulève!
C'est enfin notre essor vers la félicité.
Afin qu'aux yeux du monde et des nations amies
Le Gabon immortel reste digne d'envie,
Oublion nos querelles, emsemble bâtissons
L'édifice nouveau au quel tous nous rêvons.
Uni dans la Concorde et la fraternité
Eveilletoi Gabon, une aurore se lève,
En courage l'ardeur qui vibre et nous soulève!
C'est enfin notre essor vers la félicité.
Des bords de l'Ocean au cœur de la forêt,
Demeurons vigilants, sans faiblesse et sans haine!
Autour de ce drapeau, qui vers l'honneurs nous mène,
Saluons la Patrie et chantons sans arrêt!